# Haramiyidae
De Haramiyidae zijn een familie van vroege zoogdieren die de geslachten Staffia en Thomasia (synoniem Haramiya) omvat. Andere namen voor de familie zijn Microlestidae Murray, 1866, Thomasiidae Poche, 1908 en Microcleptidae Simpson, 1928. De familie is bekend van het Vroeg-Jura van Tanzania (Staffia) en het Laat-Trias en Vroeg-Jura van Europa (Thomasia). De verwantschap tussen de beide geslachten is niet erg duidelijk.